# 新田昌次
新田 昌次（にった しょうじ、1890年〈明治23年〉10月 - 1948年〈昭和23年〉2月7日）は、日本の実業家。日本工業革製品統制社長。新田化学工業取締役。新田帯革製造所（現ニッタ）、新田ベニヤ製造所各無限責任社員。父は新田帯革製造所創業者の新田長次郎。族籍は大阪府平民。

## 人物
大阪府大阪市出身。新田長次郎の四男、あるいは三男。新田宗一、新田長三の弟。新田愛祐の兄。慶應義塾大学理財科卒業。帯皮革製造業を営む。1923年、分家した。1948年死去。宗教は真言宗。大阪府在籍で、住所は大阪市住吉区帝塚山中、同市浪速区久保吉。

## 家族・親族
新田家
- 妻・壽恵（1897年 - ?、滋賀、矢野平四郎の四女）[1][3]
- 女（1919年 - ?）[1][3]
- 二女（1930年 - ）[1][3]
- 男[4]
- 二男[1][3]

親戚
- 新田仲太郎（新田汽船社長）[5]